# Sphenoeacus
Sphenoeacus is een monotypisch geslacht van zangvogels uit de familie Macrosphenidae.

## Soorten
Het geslacht kent de volgende soort:
- Sphenoeacus afer – Kaapse grasvogel